# Basna
Basna é uma vila no distrito de Mahasamund, no estado indiano de Chhattisgarh.

## Geografia
Basna está localizada a 21° 17′ N, 82° 49′ L. Tem uma altitude média de 266 metros (872 pés).

## Demografia
Segundo o censo de 2001, Basna tinha uma população de 8813 habitantes. Os indivíduos do sexo masculino constituem 51% da população e os do sexo feminino 49%. Basna tem uma taxa de literacia de 69%, superior à média nacional de 59,5%; com 57% para o sexo masculino e 43% para o sexo feminino. 14% da população está abaixo dos 6 anos de idade.